# Deutsches Alpenkorps
Das Deutsche Alpenkorps war ein Großverband des deutschen Heeres im Ersten Weltkrieg und gilt als die erste deutsche Gebirgstruppe. Während des Ersten Weltkrieges wurde es im Mai 1915 zunächst zu dem Zweck aufgestellt, Österreich-Ungarn bei der Verteidigung seiner Grenze zu Italien zu unterstützen.

## Vorläufer
Das deutsche Kaiserreich verfügte bis zum Ersten Weltkrieg über keine Gebirgstruppe. Dennoch wurde bereits 1892 bei den Goslarer-Jägern des Jäger-Bataillons Nr. 10 und auch den Schlettstadter Jägern des Jäger-Bataillons Nr. 8 auf Befehl des preußischen Kriegsministeriums Skiausbildung durchgeführt. Allerdings wurde der militärische Wert der Skiausbildung von ziviler Seite her viel deutlicher erkannt und vehement propagiert. So lud der Skiclub Schwarzwald bereits 1896 die Schlettstadter Jäger zu Rennen ein, führte 1902 den Patrouillenlauf ein und gab 1905 bei Gründung des Deutschen Skiverbandes (DSV) die Anregung, dass dieser es als seine Hauptaufgabe betrachte, brauchbare Skiläufer für das Heer heranzubilden.
Erst nachdem man im Ersten Weltkrieg zu Beginn des Winters 1914/15 in den Vogesen auf die gut ausgebildeten skibeweglichen französischen Chasseurs alpins getroffen war, ging man an die Aufstellung eigener deutscher Schneeschuh-Bataillone. Am 14. Oktober 1914 erließ der „DSV-Ausschuss zur Bildung des Deutschen freiwilligen Skikorps“ einen Aufruf „an die Skiläufer Deutschlands“, der sie zum Eintritt in die Schneeschuhtruppe aufforderte. Am 21. November 1914 trat in München das Bayerische 1. Schneeschuh-Bataillon zusammen. Kurz darauf folgten die Württembergische Schneeschuh-Kompanie Nr. 1 sowie die preußischen Schneeschuh-Bataillone Nr. 2 und 3.

## Geschichte
Mit der Kriegserklärung Italiens am 23. Mai 1915 entstand eine für Österreich-Ungarn bedrohliche Lage: Außer den Besatzungen von Festungswerken befanden sich die aktiven Truppen, die zur Verteidigung im Hochgebirge vorgesehenen k.k. Landesschützen-Regimenter, an der Ostfront in Galizien. Die Donaumonarchie musste zunächst eine Verteidigungslinie aus Standschützen und anderen improvisierten Formationen organisieren. Der deutschen OHL war bewusst, dass bei den geringen Kräften, die Österreich-Ungarn zur Verteidigung der Tiroler Grenze jetzt stellen konnte, die Gefahr für Süddeutschland sehr groß werden konnte. Die beste Sicherung Bayerns war also die Tirols. Wenige Tage vor der Kriegserklärung Italiens hatte das preußische Kriegsministerium verfügt, aus Eliteregimentern um einen bayerischen Kern das Alpenkorps – eine verstärkte Infanteriedivision – aufzustellen. Entsprechend seiner künftigen Verwendung im Hochgebirge sollte das Alpenkorps Gebirgsausrüstung erhalten (z. B. Schneeschuhe, Eispickel, Bergschuhe usw.), die zunächst aufgrund fehlender Erfahrung nur mangelhaft war und erst im Verlauf des „Einsatzes in Tirol“ verbessert werden konnte. Da dem Alpenkorps auch Korpstruppen (schwere Artillerie, Kolonnen und Trains, Pionierkompanien, Fernsprecheinheiten und eine Fliegerabteilung) zugeteilt waren, wurde dieser militärische Verband trotz der Mannschaftsstärke einer Division als Korps bezeichnet.
Das Deutsche Alpenkorps wurde klassisch in zwei Jäger-Brigaden untergliedert: Die 1. Jäger-Brigade der Bayerischen Armee unter Generalmajor Ludwig von Tutschek mit dem Infanterie-Leib-Regiment und dem 1. Jäger-Regiment sowie die Preußische 2. Jäger-Brigade unter Oberst Ernst von Below mit dem Jäger-Regiment Nr. 2 (Hannoversches Jäger-Bataillon Nr. 10, Reserve-Jäger-Bataillone Nr. 10 und 14) sowie dem Jäger-Regiment Nr. 3, bestehend aus den früheren vier Schneeschuh-Bataillonen.
Außerdem gehörten sechs Radfahrkompanien, sieben Maschinengewehrabteilungen (Gebirgsmaschinengewehrabteilungen), 48 Feld- und Gebirgsgeschütze und je eine Batterie 10-cm-Kanonen und 15-cm-Haubitzen, ferner Minenwerferabteilungen, Pionierkompanien, Nachrichtentruppen usw. und zeitweise auch die Bayerische Feld-Fliegerabteilung 9 b dazu.

### „Einsatz in Tirol“ – Die Dolomiten-Front
Der bayerische Generalleutnant Konrad Krafft von Dellmensingen wurde zum „Führer des Alpenkorps“ ernannt. Dieser war zuvor Generalstabschef der 6. Armee „Kronprinz Rupprecht“ gewesen. Durch einen Streit mit dem Chef der OHL General Erich von Falkenhayn, der damit endete, dass sogar Kaiser Wilhelm II. eingeschaltet wurde, entfernte Falkenhayn daraufhin Krafft aus dem AOK 6 und fand in ihm die ideale Besetzung für den „Führer des Alpenkorps“. Denn Krafft war ein besonders bergkundiger Mann, der schon in frühester Jugend mit seinem Bruder Albrecht in den Dolomiten unterwegs gewesen war. Folglich kannte er die Gegend genau und somit auch den ersten Einsatzraum des Alpenkorps. Dieses wurde zunächst als Reserve an die neue Front nach Südtirol entsandt. Die Südwestfront wurde dabei in fünf Verteidigungsabschnitte, so genannte „Rayone“ unterteilt, die sich von der Schweizer Grenze im Westen bis an den Karnischen Kamm im Osten zog. Die Front am Isonzo bildete dabei einen eigenen Abschnitt. Die Männer besaßen zwar schon Kampferfahrung von der Westfront, aber eine Gebirgsausbildung hatten sie nicht erhalten. So kam es immer wieder zu teils tödlichen Unfällen. Ebenso erkrankten die Männer, etwa weil sie zunächst nur mangelhaft ausgerüstet waren, oder da sie beispielsweise in ihrer Unerfahrenheit den Schnee schmolzen und unverdünnt tranken und in der Folge an Magen-Darm Erkrankungen litten. Der „Einsatz in Tirol“ stellte demnach die eigentliche Gebirgsausbildung des Alpenkorps dar. Von besonderem Wert war hier der gemeinsame Einsatz der deutschen Soldaten mit den Standschützen. Die Standschützen waren gebirgsgewohnte Männer, die den Soldaten des Alpenkorps das richtige Verhalten und den Einsatz im Hochgebirge zeigten. Im Gegenzug halfen die Deutschen dabei, die militärische Ausbildung der Standschützen zu verbessern.
Da die Italiener bei ihrem Angriff äußerst zögerlich vorgingen und somit das Überraschungsmoment verschenkten, verliefen die ersten Wochen nach der Kriegserklärung in relativer Ruhe, der vermeintliche italienische Durchbruch erfolgte nicht. Im Gegenzug verschaffte die so gewonnene Zeit den Männern des Alpenkorps und den übrigen Verteidigern den Vorteil, die teils hochalpine Front noch besser auszubauen und zu verbessern. Dem zahlenmäßig überlegenen Gegner, der über eine bestens ausgebildete Gebirgstruppe, die Alpini verfügte, wäre demnach nicht mehr ohne größere Verluste ein Frontdurchbruch gelungen. Der Einsatz des Alpenkorps beschränkte sich vornehmlich auf Abwehr- und Patrouillengefechte sowie auf die Artillerieunterstützung. Da das Deutsche Reich noch nicht offiziell im Kriegszustand mit den Italienern stand, war es dem Alpenkorps untersagt italienisches Gebiet zu betreten oder für Angriffsunternehmen eingesetzt zu werden, bei denen dies notwendig war. Die Verlegung des Alpenkorps diente in erster Linie dazu, dem österreichisch-ungarischen Verbündeten politisch und moralisch den Rücken zu stärken. Erst ab August 1916, nach dem Eintritt Rumäniens in den Krieg, erfolgte die offene Kriegserklärung Italiens auch an Deutschland.
Das Alpenkorps wurde hauptsächlich in den Rayonen IV. (Fleimstal) und V. (Pustertal) an den Brennpunkten der Dolomiten-Front eingesetzt, so beispielsweise am Col di Lana, am Kreuzbergpass, in den Sextener Dolomiten und an den Tofanen.
Das Alpenkorps trug maßgeblich zur Stabilisierung der Dolomiten-Front bei. Als im Oktober 1915 von der Ostfront österreich-ungarischen Verbände frei wurden und an die Tiroler Front verlegt werden konnten, wurden die Deutschen aus den Dolomiten abgezogen. Sie hinterließen eine gut ausgebaute hochalpine Stellung mit Kavernen, Seilbahnen, Unterkünften und ausgebildeten Standschützen zurück. Sie konnte von den nunmehr allein zuständigen k.u.k.-Truppen übernommen werden. Als Dank, aber vor allem als ein äußerliches Zeichen für den Zusammenhalt der kämpfenden Soldaten, wurden den Männern des Alpenkorps im Juni 1915 vom Landesverteidigungskommando Tirol 20.000 Edelweißabzeichen überreicht, die laut Vorschrift über dem linken Ohr an der Kopfbedeckung zu tragen waren. Dieses Abzeichen war bereits 1907 von der österreichisch-ungarischen Armee als Emblem für ihre Gebirgstruppen eingeführt worden. Es wurde sowohl an den Paroli, als auch an der Kappe getragen, und besaß einen hohen Stellenwert unter den Männern.

### Serbischer Feldzug
Das Korps verließ Mitte Oktober 1915 die Dolomiten und wurde über München und Diedenhofen an die Westfront verlegt, um als Heeresreserve in der Champagne zu dienen. Am 20. Oktober bei Launois südwestlich Charleville ausgeladen, wurden die Soldaten im Raum Sedan bereitgestellt. Drei Tage nach ihrer Ankunft machte jedoch ein neuer Befehl den Abtransport des Korps an die Balkanfront nötig. Da sich das Anfang Oktober angegriffene Serbien in seinen Gebirgsteilen noch zäh gegen Österreich-Ungarn und Bulgarien behaupten konnte, wurde das Alpenkorps jetzt zur Verstärkung der deutschen 11. Armee dorthin entsandt.
Am 30. Oktober überschritt die Gruppe „Below“ die Donau bei Orșova und rückte in Richtung Kruševac vor. Das Gros des Korps ging westlicher bei Veliko Gradište über die Donau und verfolgte die Serben durch das Tal der südwestlichen Morawa, dem auf dem Kara-Dagh entspringenden Hauptstrom Serbiens. Weiter über Požarevac vorgehend wurde bis 4. November Kragujevac erreicht, am 8. November Kraljevo. Den Serben war aber bereits südlich davon der Rückzug über das Gebirge gelungen. Die bayerischen Jäger sollten das XXII. Reserve-Korps freimachen, das für den dortigen Gebirgskrieg nicht ausgerüstet war. Ab 13. November begann die weitere Verfolgung durch das Gebirge im Sandschak Novipazar, am 14. November kam es beim südlichen Vorstoß zu einem Gefecht an der Dedina Stolica. Die Gruppe „Below“ besetzte zusammen mit Teilen der 44. Reserve-Division Raška. Am 24. November wurde von der Vorhut noch der Ibar bei Ribaric und die Grenze Montenegros erreicht. Nachdem aber das serbische Restheer über Montenegro entkommen war, erfolgte am 28. November der Rückmarsch durch das Morawatal nach Norden auf Kruševac. Am 21. Dezember marschierte das Korps in Niš in Anwesenheit des Korpskommandeurs an dem Oberbefehlshaber, August von Mackensen, vorüber. Über Nisch vorgehend wurde am 22. Dezember Leskovac erreicht und der weitere Vorstoß entlang der südlichen Morawa nach Makedonien vorbereitet. In den ersten 39 Tagen war das Korps etwa 700 km marschiert.
Da jedoch inzwischen die Franzosen und Briten von Saloniki aus vorgerückt waren, wurde das Korps noch zurückbehalten und verblieb bis zum Jahresende bei Leskovac in Bereitstellung. Bis Mitte Februar 1916 verblieb das Korps in der Nähe von Jelašnica. Von dort wurde das Korps über Kumanovo, Skopje und Veles durch das Strumicatal bis nach Istip im südlichsten Mazedonien vorgezogen. Mit der Verlegung nach Verdun endete für das Korps Ende März 1916 der Abschnitt „Serbien“. Es war ein Feldzug, der dem Korps mehr Verluste durch die Marschstrapazen als durch Kampfhandlungen abverlangte.

### Schlacht von Verdun

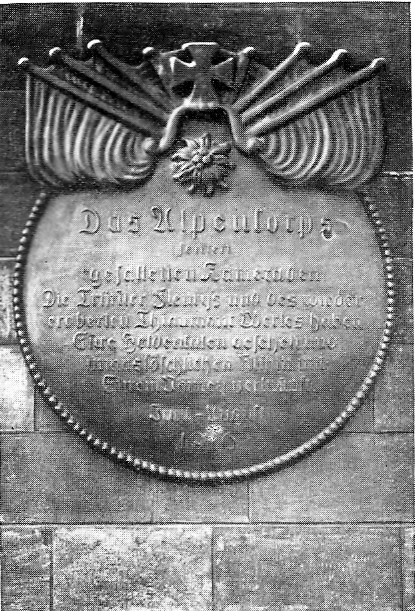
Gedenktafel des Korps in Azannes-et-Soumazannes

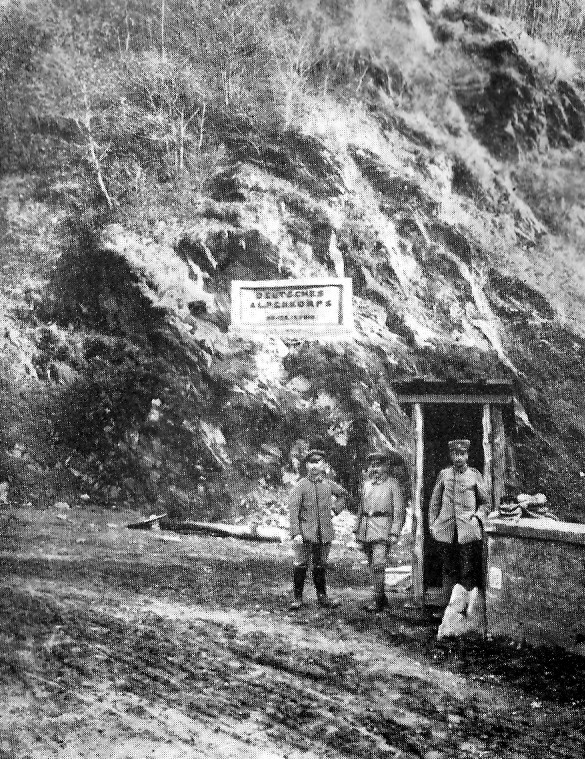
Roter-Turm-Pass

Am 28. Mai 1916 wurde das Korps der 5. Armee unterstellt, am 1. Juni bezog es Quartier in Azannes. In der Schlacht um Verdun wurden die Alpenjäger am östlichen Maasufer der Angriffsgruppe Ost des Generals von Lochow zugeteilt. Am 8. Juni erfolgte der erste Einsatz des Korps im Abschnitt des I. Bayerischen Korps. Durch die Hassoule-Schlucht, auch Totenschlucht genannt, erreichten sie das heißumkämpfte Fort Douaumont. Von hier aus ging es im Bereich des Dorfes Fleury und dem Zwischenwerk Thiaumont direkt in die Hauptkampflinie. An den Flügeln war rechts die Bayerische 1. Division ebenfalls gegen Thiaumont und als linker Nachbar die 103. Infanterie-Division gegen den Abschnitt Souville-Tavannes angesetzt. Fleury, Thiaumont sowie die Munitionsräume bei Fleury (Poudriere de Fleury) wurden im Rahmen von zwei Großangriffen am 23. Juni und 11. Juli 1916 eingenommen. Ein kleiner Stoßtrupp des Infanterie-Leib-Regimentes erreichte sogar die sogenannte „Filzlausstellung“ (Ouvrage de Morpion) und erzielte damit kurzfristig den weitesten Vorstoß deutscher Truppen vor Verdun. Am 9. August 1916 wurde das Korps aus dem Bereich der 5. Armee und somit aus der Schlacht von Verdun entlassen.

### Rumänien-Feldzug
Rumänien hatte Österreich-Ungarn am 27. August 1916 den Krieg erklärt. Unmittelbar darauf rückten russische Truppen in die Moldau ein, links davon brach die rumänische Nordarmee über die östlichen Karpaten in Ungarn und die rumänische 1. und 2. Armee aus der Walachei in Siebenbürgen ein. Am 28. August wurde der deutsche Generalstabschef Erich von Falkenhayn durch das Duo Hindenburg und Ludendorff abgelöst und erhielt ein Armeekommando im rumänischen Feldzug.
Die oberste Heeresleitung an der Ostfront unter der Führung Leopold von Bayern stellte zwei neue Armeen zum Schutz von Siebenbürgen auf. Die nördlichere k.u.k. 1. Armee unter Generaloberst Arz von Straußenburg und die südlichere deutsche 9. Armee unter General Erich von Falkenhayn. Der letztgenannten 9. Armee wurde das von der Westfront freigemachte Alpenkorps zugeteilt, das jetzt an den Rumänischen Kriegsschauplatz verlegt wurde.
Während der Schlacht bei Hermannstadt durchschritt das Alpenkorps das Zibinsgebirge, das die beiden Flügel der auf breiter Front aufmarschierten rumänischen 1. Armee trennte. Über den Gebirgskamm kommend, brachten die Alpenjäger am 26. September die im Frontalangriff stehende deutsche 187. Infanterie-Division die nötige Entlastung. Im Rücken des Feindes vordringend, wurde den Rumänen dabei der Rückzug durch den Roten-Turm-Pass versperrt. Gemäß Aussagen von Gefangenen hatte das Korps mit seinen 9 Bataillonen erfolgreich gegen 54 der rumänischen Armee im Kampf gestanden. Bei Roter Turm wurde zur Erinnerung an diesen Sieg eine Tafel mit der Inschrift „DEUTSCHES ALPENKORPS 26–29.IX 1916“ an der Felswand angebracht.

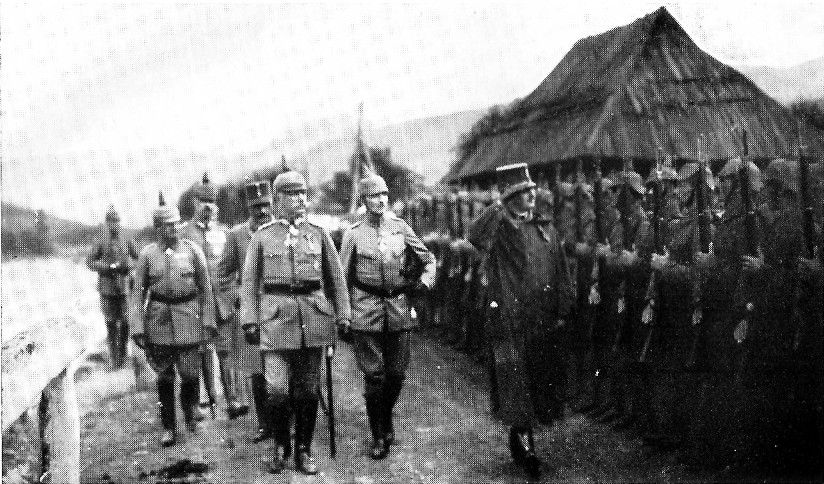
Erzherzog Karl und Generalfeldmarschall Mackensen besichtigen die Jägertruppe

Am 9. Oktober siegte der linke Flügel der 9. Armee nochmals bei Kronstadt und bereitete den weiteren Einbruch ins südlichere Rumänien vor. Der Befehlshaber des Infanterie-Leib-Regiments, Prinz Heinrich von Bayern, wurde während der Kämpfe am 7. November verwundet und starb am Tag danach. Das Regiment eroberte an jenem Tage die letzte Höhe des Monte Sule, am 21. November brach die Gruppe „Krafft“ endgültig durch das siebenbürgische Gebirge nach Süden durch und gelangte in die Tiefebene der Walachei. Es folgten Verfolgungskämpfe bei Curtea de Argesch bis Pitești. Anfang Dezember hatte das Korps „Krafft“ entscheidenden Anteil an der Schlacht am Argesch, die schließlich zur Einnahme von Bukarest führte. Nach dieser Schlacht schwenkte die 9. Armee von Osten nach Norden ein, den Angelpunkt bildete dabei die Gruppe „Krafft“. Am 7. Dezember eroberten die Jäger zusammen mit dem XXXIX. Reserve-Korps Ploesti und die dortigen Ölfelder.
Mitte Dezember folgten Kämpfe an der Jalomița. Die Gruppe „Krafft“ wurde hierbei am linken Flügel der 9. Armee eingesetzt. Ein Friedensangebot der Mittelmächte blieb in dieser Zeit vom Gegner unbeachtet. Am 21. Dezember kam es zur Weihnachtsschlacht von Rimnicul-Sarat, dem Korps gegenüber standen nicht nur Rumänen, sondern erstmals auch Russen (Trans-Kaspische Kosaken-Brigade). Ein Bataillon wurde am 23. Dezember nach Șindrilița befohlen und hielt Verbindung zur benachbarten Gruppe „Gerok“ der österreichischen Heeresgruppe „Erzherzog Josef“. Nach der Schlacht rückte die 9. Armee zum Sereth nach und wurde an den Putna-Abschnitt vorgeschoben. Das Korps folgte der Magura in Richtung auf Odobești, das auf deren letztem Ausläufer lag.
Am 2. Januar 1917 erreichte das Korps Bolotești. Über den sechs bis acht Meter breiten jedoch nur einen Meter tiefen Putna kam es aber zu keinem weiteren Vorgehen mehr. Am anderen Ufer war die Grenze zum Kaiserreich Russland, am Fluss folgten Monate des Stellungskrieges.
Am 10. April 1917 schied das Alpenkorps aus der 9. Armee aus und ging mehrere Wochen im Raum von Kronstadt in Ruhequartiere. Der neue Korpskommandeur besichtigte seine Einheiten am 13. April in Mühlbach. Im Mai wurden neue Jagdkommandos, die späteren Sturmtrupps ausgebildet, gleichzeitig wurden kompanieweise MW-Züge aufgestellt.
Ende Mai 1917 wurde das Alpenkorps ins Ober-Elsass zurück an die Westfront verlegt. Während der Minenwerfer-Ausbildung am Kaiserstuhl wohnten mehrere Truppenteile einem Vortrag des Ritter des Ordens Pour le Mérite, Hauptmann Hans-Joachim Haupt, über die Erstürmung des Forts Douaumont bei. Am 14. Juni wurde das Korps ins „Loch von Belfort“ verlegt.
Anfang August 1917 verlegte das Alpenkorps abermals nach Rumänien. In der Durchbruchsschlacht an der Putna und Șușița überquerten die Jäger am 12. August 1917 die Putna in Richtung Străoane. Unter der Führung des Hauptmanns Fischer griff die Gruppe der beiden 10. Jäger-Bataillone am 15. August Muncelu (5 km nordwestlich von Panciu) an. Mit der Einnahme des Dorfes am 28. August endeten die deutschen Durchbruchsversuche an diesem Abschnitt, es folgten erneut Stellungskämpfe, diesmal bei Zabrautioru.

### Italien-Feldzug
Im Anschluss an die Elfte Isonzoschlacht richtete Kaiser Karl an die deutsche OHL die Bitte um Truppenhilfe für die wankende Isonzofront. Es geschah zu dem Zeitpunkt, als sich die Flandernschlacht auf ihrem Höhepunkt befand, trotzdem entsprach die OHL dem Ansinnen und entsandte sechs Divisionen zum italienischen Kriegsschauplatz. Unter den nach Italien abgehenden Verbänden befand sich auch das Alpenkorps, dessen Führung ab 5. September Generalmajor Ludwig von Tutschek übernommen hatte.
Mattarello südlich von Trient wurde der Versammlungsraum des vorerst dem k.u.k. 11. Armeeoberkommando unterstellten Alpenkorps. Die Aufgabe des Korps war es, den gegenüberliegenden Italienern die Ankunft deutscher Verbände anzuzeigen und von geplanten Angriffsvorbereitungen bei Tolmein abzulenken. Im Raum des anscheinend günstigsten Angriffspunktes verfügte man aber noch nicht über genügend Soldaten. Am 10. Oktober wurde das Korps dem Bayerischen III. Armee-Korps (Gruppe „Stein“) der neuaufgestellten 14. Armee unterstellt und bereitete sich für die Zwölfte Isonzoschlacht vor.
In der Durchbruchsschlacht durch die Julischen Alpen, die vom 24. bis zum 27. Oktober 1917 andauerte, fiel es dem Alpenkorps zu, die Höhe 1114, den Mittelpunkt der ganzen Kolovratstellung, anzugreifen. Bei Tolmein konnte das Korps zusammen mit der 12. Division schnell durch die Stellungen des italienischen XXVII. Korps unter General Badoglio durchbrechen. Bereits am ersten Angriffstag am 24. Oktober eroberte das Infanterie-Leib-Regiment diese Kuppe und den Monte Kuk, das Dorf Luico fiel am folgenden Tag. Nach der Erstürmung des Matajurs am 26. Oktober wankte auch die zweite italienische Stellung, die vom IV. Korps unter General Cavacciochi verteidigt wurde.
Der Durchbruch der 14. Armee war am 27. Oktober auf der ganzen Angriffsfront gelungen und daher die italienische 2. Armee im vollen Rückzug. Das Korps marschierte auf Clenia, erstürmte den Monte Madlessena und verfolgte die Italiener weiter in Richtung auf Cividale. Die 14. Armee schnitt derweil auch der zwischen Görz und Adria zurückweichenden 3. italienischen Armee des Herzogs von Aosta den Rückzug ab und griff vom oberen Tagliamento die rückwärtigen Verbindungen des Feindes an. Östlich Udines befand sich das Hauptquartier des italienischen Generalstabschefs Cadorna, bis 29. Oktober fiel auch dieses in deutsche Hände.

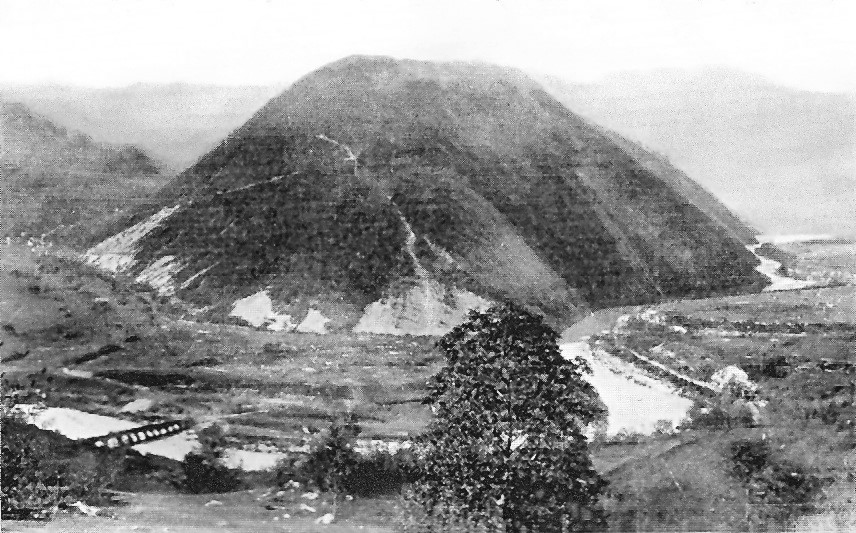
Der Monte Tomba

Die Tagliamentofront brach seit 3. November zusammen, am 8. ging das Alpenkorps bei Pinzano über den Fluss und operierte jetzt im Anschluss an die k.u.k. Gruppe „Krauß“ in westlicher Richtung auf Aviano. Der deutsch-österreichische Vorstoß konnte von den Italienern erst am Piave-Fluss aufgehalten werden, nachdem sie um sechs französische sowie fünf englische Divisionen verstärkt worden waren. Beim Dorf Vas gelang dem Jäger-Regiment 1 am 18. November der Übergang am Piave, dabei wurde die auf Alano operierende deutsche Jäger-Division dem Alpenkorps unterstellt. Links von der Jäger-Division stehend, wurde das Korps gegenüber dem Monte Tomba in der Ersten Piaveschlacht eingesetzt. Es verließ am 16. Dezember die Tomba-Stellung und wurde etwa 100 km hinter die Frontlinie nach Cordenons und Vivaro, wo es Weihnachten verleben sollte, zurückgezogen.

### Erneut an der Westfront
Im Januar 1918 wurde das Korps erneut an die Westfront transportiert und in Saarburg ausgeladen. Bis 7. April verharrte das Korps in Cirey als Reserve der deutschen Argonnenfront. Von dort wurde es zur Heeresgruppe „Kronprinz Rupprecht“ nach Flandern verlegt, um ab 9. April in Lille ausgeladen an der Operation Georgette (oder auch „Schlacht an der Lys“) teilzunehmen. Am 12. April löste das Korps die 10. Ersatz-Division bei Steenwerk ab und griff am Vormittag des 13. April Bailleul an. Nach einer kurzen Erholungspause wurde das Korps zur „Zweiten Schlacht um den Kemmel“ auf die vorgelagerte Rossignolhöhe verlegt. Die Sturmtrupps des Korps wurden mit Flammenwerfern ausgerüstet und griffen von der Stirnseite her an. Die sogenannte „Zweite Schlacht“ brachte dem Korps 3500 Mann an Verlusten, aber am 25. April gelang die Erstürmung des Berges. Der Kemmelberg wurde behauptet, bis das Korps am 7. Mai den Abschnitt wieder verließ. Bis 15. Mai wurde das Korps als neue Heeresgruppenreserve nach Tourcoing, ab 17. Mai in Ruhequartiere um Eename verlegt.
Nach zwölf Wochen der Ruhe verließ das Korps Flandern und wurde als Eingreif-Division in den Brennpunkt des Abwehrkampfes der 18. Armee bei Roye hineingeworfen. Nach dem Schwarzen Tag des deutschen Heeres wurde das Korps zuerst als OHL-Reserve im Raum Nesle, im Bereich der neugebildeten Heeresgruppe „von Boehn“ eingesetzt. Am 18. August erging der Befehl, dass die 18. Armee die Aufgabe des Geländes westlich der Somme vorbereiten solle, bis 28. August ging das Alpenkorps auf die Linie Épénancourt bis Béthancourt zurück. Lastkraftwagen beförderten das Korps am 1. September in den Raum nördlich von Péronne zurück. Vor der Siegfriedstellung hatte das Korps als Reserve der 2. Armee den Kanal bei Moislains zu sichern, bevor es sich am 4. September auf die Tincourt-Stellung zurückzog.
Die neubezogene Épehy-Stellung, eine Höhe vor der Niederung des Schelde-Kanals, galt es nach dem Korpsbefehl am 5. unter allen Umständen zu halten. Am 8. September konnten starke englische Angriffe auf Epehy noch abgewiesen werden. Allen war bewusst, wenn Epehy verloren ginge, dann wäre die Kanalstellung einerseits und andererseits die östlichen Höhen davor unhaltbar, es gäbe dann kein Halten mehr. Der Kanal hatte eigentlich vorher zur Hauptwiderstandslinie (HWL) ausgebaut werden sollen. Bedingt durch den Zeitmangel konnte dieses Vorhaben jedoch nicht mehr vollendet werden.
Die Schlacht von Epehy am 18. September sollte für das Korps ein Großkampftag werden. Die Engländer überliefen, unterstützt von Tanks, die Stellung und somit das Korps. Hauptmann Fischer – Kommandeur des Reserve-Jäger-Bataillons Nr. 10 – fiel. Heinrich Kirchheim, Kommandeur des Jäger-Bataillons Nr. 10, wurde für seine Leistung an jenem Tage am 13. Oktober mit dem Orden Pour le Mérite ausgezeichnet. Am 22. September wurden die abgekämpften Truppen durch die 8. Division freigemacht und noch einmal nach Serbien abtransportiert.

### Kriegsende in Serbien
Die Balkanfront war bereits im Wanken, am 29. September 1918 kapitulierte Bulgarien. Vom 3. bis zum 9. Oktober wurde im altvertrauten Nisch ausgeladen, auf den Höhen der Pasjaca Planina sollte eine erste Abwehrstellung bezogen werden. Das übergeordnete XXXIX. Reserve-Korps versuchte den Zusammenbruch der 11. Armee zu verzögern. Die dem Alpenkorps benachbarte 219. Infanterie-Division verlor die Höhen bei Toplica, es blieb der deutschen 11. Armee nur noch der Rückzug auf die Linie Kraljevo–Kruševac–Knjaževac, um von den verfolgenden Serben nicht umfasst zu werden. Nach letztem Widerstand südlich von Kragujevac und den Rückzug der benachbarten k.u.k. 30. Division aus Kraljevo begann ab 30. Oktober die allgemeine Absatzbewegung des Alpenkorps auf Belgrad. Über Semlin wurde der Rückzug durch das sich bereits feindlich verhaltende Ungarn angetreten. Über die Eisenbahnlinie Szegedin, Budapest, Wien und Salzburg wurde die deutsche Grenze erreicht.

## Führer des Alpenkorps
| Dienstgrad      | Name                            | Datum                                  |
| --------------- | ------------------------------- | -------------------------------------- |
| Generalleutnant | Konrad Krafft von Dellmensingen | 21. Mai 1915 bis 28. Februar 1917      |
| Generalleutnant | Leo Sontag                      | 1. März bis 4. September 1917          |
| Generalmajor    | Ludwig von Tutschek             | 5. September 1917 bis 2. Dezember 1918 |

## Edelweißabzeichen
Das vom Alpenkorps getragene Edelweißabzeichen war österreich-ungarischen Ursprungs. Für Hilfe in höchster Not, als nach dem italienischen Kriegseintritt die Grenzen zur k.u.k. Monarchie nahezu entblößt waren und deutsche Truppen zur Hilfe abgestellt wurden, bis die Front durch herangeführte Verstärkungen stabilisiert war. Aus Dankbarkeit für diese Hilfe verlieh das Landesverteidigungskommando Tirol den Männern des Alpenkorps im Juni 1915 das Edelweiß der k.k. Gebirgstruppe – noch heute wird ein ähnliches Abzeichen von der deutschen Gebirgstruppe getragen.